# Gravastar
En astrofísica, la teoria de gravastar (acrònim de l'anglès GRAvitational VAcuum STAR, estrella de buit gravitacional) és una proposta feta per Pawel Mazur i Emil Mottola per reemplaçar la teoria que prediu l'existència de forats negres. En comptes d'una estrella col·lapsant-se en un punt singular de l'espai amb una gravetat virtualment infinita, la teoria de gravastar proposa que quan un objecte es col·lapsa gravitacionalment el mateix espai arriba a una transició de fase que evita que continuï col·lapsant-se.
La teoria va generar un interès inicial relativament feble entre els astrofísics. La falta d'interès prové del fet que el concepte requereix que hom accepti la teoria especulativa de la quantització de la gravetat això no obstant, no aporta cap avantatge addicional respecte a la dels forats negres. A més, no hi ha cap raó teòrica en què la quantització de la gravetat expliqui per què l'espai hauria de comportar-se de la manera en què Mazur i Mottola indiquen.
Mazur i Mottola han suggerit que els gravastars podrien ser la solució a la paradoxa de la informació en els forats negres i que podrien ser una font de RRG (Ràfega de Raigs Gamma), un fenomen d'origen incert per al qual se n'han proposat molts i diferents orígens. De totes maneres el consens entre els astrofísics és que existeixen teories molt menys radicals i especulatives per a resoldre els dos problemes esmentats.
Externament, un gravastar seria similar a un forat negre: visible només per les emissions d'alta energia que crea en consumir matèria. Per detectar forats negres els astrònoms observen les emissions de raigs X emesos per la matèria que absorbeixen i en el cas d'un gravastar aquest produiria un senyal idèntic.
Dins d'un gravastar, l'espaitemps estaria totalment aturat per les condicions extremes existents i es produiria una gran força cap a l'exterior. Al voltant d'aquest buit hi hauria una bombolla en la qual l'espai sí que es comportaria com un bloc de matèria ordinària. La idea d'un tal comportament de l'espai pot comparar-se com una forma extrema del condensat de Bose-Einstein en el qual tota la matèria (protons, neutrons, electrons, etc.) es converteix en el que se'n diu estat quàntic creant un superàtom.